# لا سیسترنا
لا سیسترنا (به اسپانیایی: La Cisterna) یک شهرستان‌ در شیلی است که در استان سانتیاگو واقع شده‌است. لا سیسترنا ۱۰ کیلومتر مربع مساحت و ۸۵٬۱۱۸ نفر جمعیت دارد.